# Saint-Léger-des-Prés
Saint-Léger-des-Prés (bret. Sant-Lezer-ar-Pradeier) – miejscowość i gmina we Francji, w regionie Bretania, w departamencie Ille-et-Vilaine.
Według danych na rok 1990 gminę zamieszkiwało 231 osób, a gęstość zaludnienia wynosiła 42 osoby/km² (wśród 1269 gmin Bretanii Saint-Léger-des-Prés plasuje się na 978. miejscu pod względem liczby ludności, natomiast pod względem powierzchni na miejscu 1002.).